# Кто взорвал Америку
«Кто взорвал Америку» (англ. Somebody Blew Up America) — написанное верлибром стихотворение американского бит-автора и политического активиста Амири Бараки, созданное в 2001 году. Произведение было написано в течение двух недель после террористических актов 11 сентября 2001 года, однако данную тему затрагивает лишь поверхностно, перенося акцент на «глобальное разрушение Америки» (по мнению критиков) и «страдания афроамериканцев от „домашнего терроризма“ на территории их собственной страны» (по утверждению самого автора).
Широкой публике работа была впервые представлена в 2002 году в ходе открытых поэтических чтений в Нью-Джерси. Работа получила положительную оценку, однако уже небольшое время спустя вызвала всплеск негодования; в частности, наибольшему количеству нападок Барака подвергся со стороны Антидиффамационной лиги, обвинившей автора в антисемитизме. Поэт тем не менее продолжал упорно утверждать, что его произведение не содержит и толики ненависти к евреям — это, по его мнению, становится совершенно ясным, если прочитать стихотворение без предвзятого отношения; обвинения в антисемитизме Барака отрицал, утверждая, что «Кто взорвал Америку» направлено против капитализма, патриархального уклада, белой гегемонии и сионизма.
Из-за нежелания Амири Бараки признавать свою неправоту и вносить коррективы в текст работы была ликвидирована почётная должность «поэта-лауреата Нью-Джерси», которую с 2002 года он занимал. С самого начала споров вокруг работы литературные критики не рассматривали произведение в качестве поэзии как таковой, акцент в обсуждении всегда ставился на политических прокламациях Амири; даже сейчас ни один крупный разбор «Кто взорвал Америку» не затрагивает его художественных особенностей, перенося фокус на его идеологическую составляющую.

## Обстоятельства создания

Амири Барака на открытых поэтических чтениях в 2007 году

Стихотворение «Кто взорвал Америку» было написано несколько недель спустя после 11 сентября. К концу месяца работа была полностью завершена. В первых числах октября Барака разослал текст своим близким друзьям и получил в основном положительные отклики. Незамедлительно произведение было опубликовано на веб-сайте Бараки и перепечатано на множестве страниц в интернете. В короткие сроки произведение стало наиболее известным и широко обсуждаемым стихотворением поэта.
Широкой публике работа была представлена только через год, 19 сентября 2002 года, в ходе мероприятия под названием «Dodge Poetry Festival», проходившего в Ватерлоо-Вилледж в Нью-Джерси. Примечательным является тот факт, что на мероприятии стихотворение было воспринято весьма положительно, а её автора даже просили выступить ещё раз в нескольких университетах после окончания фестиваля. Волна же негодования поднялась только некоторое время позже, когда произведение было раскритиковано известным телеведущим Биллом О’Рейли, что подхлестнуло всплеск возмущения по всей территории США. Критики отмечают, что Барака на самом деле не просто «провокатор», а серьёзный повод для клеймения его в ненависти к евреям был и много раньше публикации «Кто взорвал Америку»; так, в 1980 году на страницах еженедельника The Village Voice было опубликовано его эссе «Исповедь бывшего антисемита» (англ. Confessions of a Former Anti-Semite).

## Содержание
(все мыслящие люди

против терроризма

как домашнего так и

международного...

но не стоит одним

прикрывать другой)
В строках, «открывающих» произведение, поэт предоставляет собственное определение его темы; в заключённом в скобки виде автор даёт обоснование стихотворению и показывает его тематическую ориентацию. Вступление к работе в действительности демонстрирует, что темы 11\9 «Кто взорвал Америку» касается только поверхностно. Барака смещает фокус с темы ответственности за террористические акты на вопрос глобального разрушения Америки — понимаемого в качестве исторического проекта и радикального эксперимента по созданию утопической нации, построенного на обещаниях свободы и справедливости для всех и для каждого. В подобном контексте поэма может быть прочитана как серия спекуляций на тему установления личностей тех, кто в глобальном смысле «взорвал Америку».
Кто подверг геноциду индейцев

<...>

Кто обогатился на Алжире, Ливии, Гаити,

          Иране, Ираке, Саудовской Аравии, Кувейте и Ливане,

          Сирии, Египте, Палестине, Иордании

<...>

говорят (кто говорит? да тот кому всё велено

Кому заплачено

Кто умеет врать много и часто

Кто нигде и никогда не снимает маски
Произведение декламирует область известных вопросов, требующих, по мнению автора, решения, — начиная с превосходства белой расы и угнетения «цветных» по всему миру и заканчивая более локальными вопросами. Основная тема произведения это беспощадный инстинкт сильных мира сего и слепота рядового обывателя.
Своими темами произведение затрагивает множество политических и социальных аспектов; так, к примеру, изобличаются «белые» преступники — убийцы, замаравшие прошлое Соединённых Штатов Америки. С прошлого акцент постепенно смещается на настоящее, центрируясь на внешней политике страны. Помимо политического, содержание работы начинает затрагивать и социальный аспект; Барака вопрошает: «Кто владеет билдингами / Кто владеет деньгами / Кто считает нас всех дураками». Автор поднимает и идеологический вопрос, критикуя всесилие СМИ и пропаганду.
Беспрестанное задавание вопросов усиливается с каждым новым словом «кто», повторяющимся в тексте около двух сотен раз. В противовес заявлениям критиков, называющих произведение антисемитским, Эдвард Кёртис (англ. Edward Curtis), составитель книги «Encyclopedia of Muslim-American History», считает, что поэму можно рассматривать в виде исследования многолетней истории расизма в США.
Помимо прочего, поэма повторяет известную опровергнутую теорию заговора о том, что правительство Израиля было причастно к терактам, а якобы работавшие в зданиях «4000 израильтян» были заранее предупреждены и не явились на работу в день теракта. В дополнение к этому поэма содержит грубые оскорбления в адрес современных Бараке чернокожих политических и общественных деятелей, поддерживающих, по его мнению, белый истеблишмент — члена верховного суда Кларенса Томаса, госсекретарей Кондолизы Райс и Колина Пауэлла, известного политического деятеля и правозащитника Уорда Коннерли: «Кто сделал дело за сраного Тома Кларенса / Кто выскользнул изо рта у Колина / Кто знал, что Кондолиза — мерзкая Крыса / Кто платит Конолли за то чтобы тот был чёрным истуканом».
Барака следующим образом объяснял свою позицию: «Я всё ещё марксист, и я думаю, это придаёт определённую форму моему искусству в том смысле, что я пытаюсь докопаться до истинной сути всего, что происходит вокруг, — всего того, что я описываю, — событий, обстоятельств и феноменов, которые я стараюсь осветить. Я хочу знать, почему всё происходит именно так, как происходит, а вещи являются именно такими и никакими иными». Поэма достигает своего кульминационного пика в самом конце, обрываясь повторяющимися словами, сливающимися в нечленораздельный вой (как можно заметить на видеозаписи): «Кто и Кто и КТО (+) кто кто ^ / Ктоооооооо и Ктоооооооооооооооооооо!».

## Восприятие работы
Морис Ли (англ. Maurice Lee), автор книги «The Aesthetics of LeRoi Jones/ Amiri Baraka: The Rebel Poet», посвященной исследованию творчество Амири Бараки, отмечает, что после начала дискуссий по поводу стихотворения практически все представители масс-медиа — радио, газеты, телевизионные каналы и ток-шоу обсуждали произведение не в качестве поэзии как таковой, но скорее как новости, факты, документалистику. Рассмотрение «Кто взорвал Америку» исключительно в срезе политической прокламации также будет характерно и для всех позднейших авторов, посвятивших произведению более или менее крупные разборы — Рупперта, Кемпбелла, Кёртиса, Рубина и Верхела, Херли, Гомел, Лейтон а также самого Мориса. Известный консервативный политический комментатор и ведущая ток-шоу Лора Ингрэм высказалась о стихотворении следующим образом: «это не многим больше чем написанная ребёнком невежественная, антисемитская, расистская, антиамериканская напыщенная тирада, битком набитая теориями заговора». Ряд тезисов Бараки, которые подверглись наиболее ожесточённой критике и/или широкому обсуждению, можно разделить на три крупные тематические группы:
1. Причастность Израиля к террористическим атакам (Рупперт, Кемпбелл, Кёртис, Рубин и Верхел, Морис, Сандквист, Херли, Гомел[5][8][10][14][18][19][21])
2. «Домашний» терроризм на территории Соединённых Штатов (Морис, Рубин и Верхел, Кемпбелл, Херли, Лейтон[5][10][14][17][19])
3. Внешняя политика США (Рубин и Верхел, Кёртис, Херли, Шермак[5][16][19][22])

Кто знал что WTC будут бомбить

Кто велел 4000 израильским служащим в башнях-близнецах

            остаться в этот день дома

Почему Шарон не поехал в Нью-Йорк
Известный телеведущий Билл О’Рейли назвал Бараку «тупицей» и обвинил в расизме и антисемитизме. 27 сентября представители Антидиффамационной лиги (ADL) отослали письмо губернатору штата Нью-Джерси Джиму Макгриви; заключительные строчки гласили: «Вполне может быть, что как поэт мистер Барака может говорить всё, что ему заблагорассудится, не важно насколько грязным, безответственным или жульническим это будет. Однако мы не верим, что имена жителей Нью-Джерси или его представителей должны быть измараны таким ядом». ADL обвинили Бараку в антисемитизме за пропаганду одной из «теорий заговора», согласно которой Израиль был причастен к терактам, — основой для подобного заявления стали строки произведения, представленные слева. В резкой форме поэта раскритиковал американский правозащитник Авраам Фоксман (ранее уже выступавший с заявлением о необходимости развенчания мифа причастности евреев к произошедшему), заявив, что заявления поэта попросту абсурдны.
Помимо правозащитников, впрочем, общественная реакция на произведение Бараки также была крайне негативной. Была развёрнута широкая кампания против автора, быстро распространившаяся с публикаций общенационального масштаба до студенческих газет. Известный политический активист Уорд Коннерли назвал поэта «одним из главных ненавистников Америки». В ходе телевизионного интервью 2 октября поэт, ссылаясь на большое количество интернет-статей по данной теме, продолжил настаивать на причастности Израиля к терактам. Днём позже Барака сказал, что не пойдёт ни на какие уступки и не будет вносить коррективы в произведение.
Губернатор Макгриви потребовал у Бараки уйти в отставку с почётного поста поэта-лауреата Нью-Джерси, однако когда тот ответил отказом, обнаружилось, что закон не содержит никакой нормы, позволяющей властям уволить его, и единственным выходом стало упразднение самой должности.
Впоследствии автор неоднократно подчеркнёт, что искренне верит в то, что правительство Израиля было в курсе намечавшегося нападения, однако стихотворение «не содержит даже намёка на антисемитизм, как должен будет признать любой, кто прочитает „Кто взорвал Америку“ от начала до конца без скрытого предвзятого отношения». Поэт так и не внёс ни единой правки в оригинальный текст стихотворения и продолжал с гордостью читать его в ходе публичных выступлений.

## Ответ на критику
Кто убил Малькольма Икс и братьев Кеннеди?

Кто убил Мартина Лютера Кинга, кому это было нужно?

<...>

Кто убил Хьюи Ньютона, Фреда Хэмптона,

            Медгара Эверса, Майки Смита, Уолтера Родни

Не он же ли пытался отравить Фиделя

Не дать вьетнамцам свободы
Сторонние критики отмечали, что одной из доминирующих тем произведения является причастность не израильского, а американского правительства к теракту. Писатель и журналист Михаэль Рупперт высказал мнение, что «Кто взорвал Америку» предстаёт в виде интернационалистского произведения, направленного против фашизма и всех его производных форм. Лично Барака утверждал, что основная тема работы — это страдания афроамериканцев от «домашнего терроризма» на территории их собственной страны.
Несмотря на незамедлительность реакции поэта на произошедшее, работа на самом деле не содержит выражения эмоций касательно действительно имевших место террористических атак. Текст произведения не отдаёт дани и даже не уделяет ни малейшего внимания тем, кто пережил данную трагедию, и не выражает и толики патриотизма. То, что предложил читателям Барака, — это эстетически сложное произведение, написанное верлибром, содержание которого крайне политично. Критик одного из литературных журналов следующим образом отреагировал на стихотворение:

«Кто взорвал Америку» — это не горестное стенание о примерно трёх тысячах людей, потерявших жизни в этот день, и не радостная дань раненому американскому духу, и также не призыв к незамедлительной мести. Вместо этого поэма предлагает приковывающий внимание диатриб, направленный против ужасов империализма и ужасов его ближайшего спутника — расизма, основного оружия несправедливости.— Piotr Gwiazda, Contemporary Literature
В ответ на многочисленную критику Барака задал риторический вопрос: «Если это мой дом и там что-то воняет, должен ли я молчать только лишь потому, что живу там?» Касательно «антисемитизма», поэт говорил, что поэма отнюдь таковой не является, она направлена против капитализма, патриархального уклада, белой гегемонии и сионизма. Исполнительный директор нью-джерсийского отделения общественной организации «Американский союз защиты гражданских свобод» заявил: «Кто представители нашего правительства такие, чтобы решать, что мы хотим услышать или нет?». Политическая организация «New African’s People Organization» также выступила с защитой Бараки: 

В Соединённых Штатах правительство занималось подготовкой таких людей, как Мануэль Норьега в Панаме, Саддам Хусейн в Ираке, Усама бен Ладен и Талибан в Афганистане, для убийств и террористических актов против мирного населения… Американские бомбы убили миллионы гражданских в Хиросиме и Нагасаки, Ливии, Вьетнаме и Судане… Они, как и мы, пали «жертвами американизма»… А теперь «цыплята возвращаются домой в курятник», как Малкольм Икс и предупреждал нас.
Поэт попытался обжаловать ликвидацию поста поэта-лауреата, приносившего ему доход в размере $ 10 000 в год, в судебном порядке, подав апелляцию в окружной суд; Барака утверждал, что решение Макгриви нарушает первую поправку к Конституции США, однако судья нашёл действия губернатора «соответствующими закону, а не продиктованными политическими соображениями». Решение было оставлено в силе.
Некоторые современные исследователи называют «Кто взорвал Америку» самым сильным примером «поэзии сопротивления войне» (англ. war resistance poetry), появившейся в США после событий 11 сентября. По произведению Бараки американским современным театром «Theater for a New Generation» был поставлен спектакль.

## Издания
Стихотворение было опубликовано в составе небольшого сборника «Кто взорвал Америку и другие поэмы» (англ. Somebody Blew Up America & Other Poems) в 2003 году; издание включило семь длинных грустных поэм, аналогично написанных верлибром. Книга сопровождалась вступительной статьёй критика, поэта и профессора Университета Южной Каролины Кваме Дейвса и послесловием самого Амири Бараки с ответом на многочисленную критику заглавной работы сборника. В связи с неоднозначной оценкой в США, книга была издана за их пределами.
- Baraka, Amiri. Somebody Blew Up America & Other Poems. — House of Nehesi Publishers, 2003. — 82 p. — ISBN 978-0913441619.

Дейвс комментировал: «Сегодня в США поэзия ещё может пробуждать страсть и вести к политическим действиям»; профессор Нью-Йоркского университета Камау Брейтуэйт отметил: «„Кто взорвал Америку и другие поэмы“ — характерный пример современной радикальной и революционной культурной реконструкции афроамериканцев». На русский язык стихотворение было переведено Ильёй Кормильцевым и опубликовано в составе сборника «Антология поэзии битников» (2004, Ультра.Культура).